# Histoire de Sainte-Suzanne (Mayenne)

Écartelé, au 1er de France à la bordure de gueules chargée de 16 besants d'argent (famille d'Alençon), au 2e chevronné d'or et de gueules de 8 pièces (famille Hubert de Beaumont), au 3e d'hermines à 3 quintefeuilles de gueules (Ambroise de Loré), au 4e de gueules au lévrier d'argent colleté de France (famille Fouquet de la Varenne)

La cité de Sainte-Suzanne (Mayenne), qui fait partie de la commune nouvelle de Sainte-Suzanne-et-Chammes, s'est forgé un riche passé, favorisé par une situation géographique longtemps stratégique et par la qualité des familles qui ont possédé son château.

## Histoire

### Préhistoire

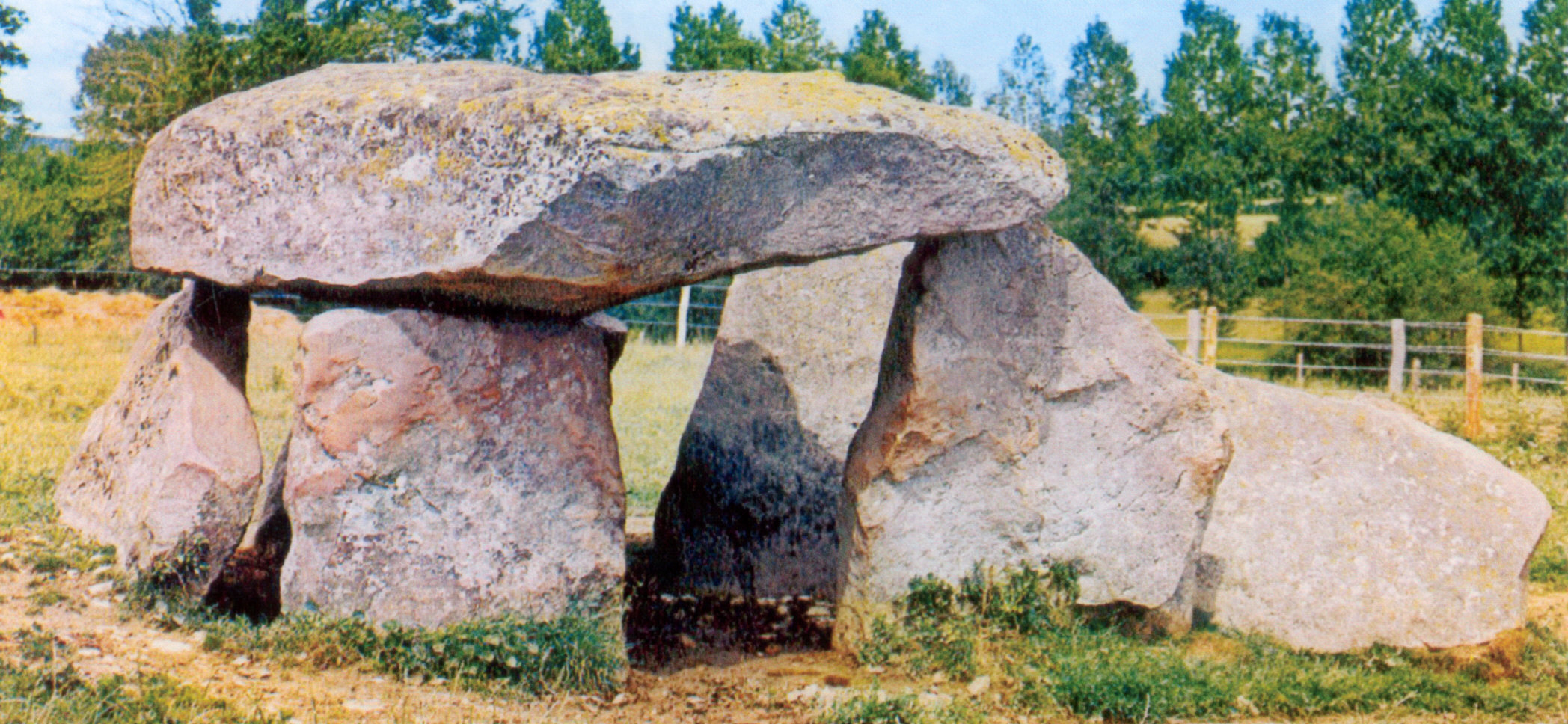
Dolmen des Erves

Dans le canton de Sainte-Suzanne, les grottes ornées de Saint-Pierre-sur-Erve et de Thorigné-en-Charnie témoignent avec certitude de la présence humaine dans la région depuis 25 000 à 30 000 ans au moins.
À Sainte-Suzanne même, le dolmen des Erves constitue la première trace encore visible d'habitation de cette contrée par les hommes (IVe millénaire av. J.-C.) : il s'agit du plus ancien monument de la Mayenne.

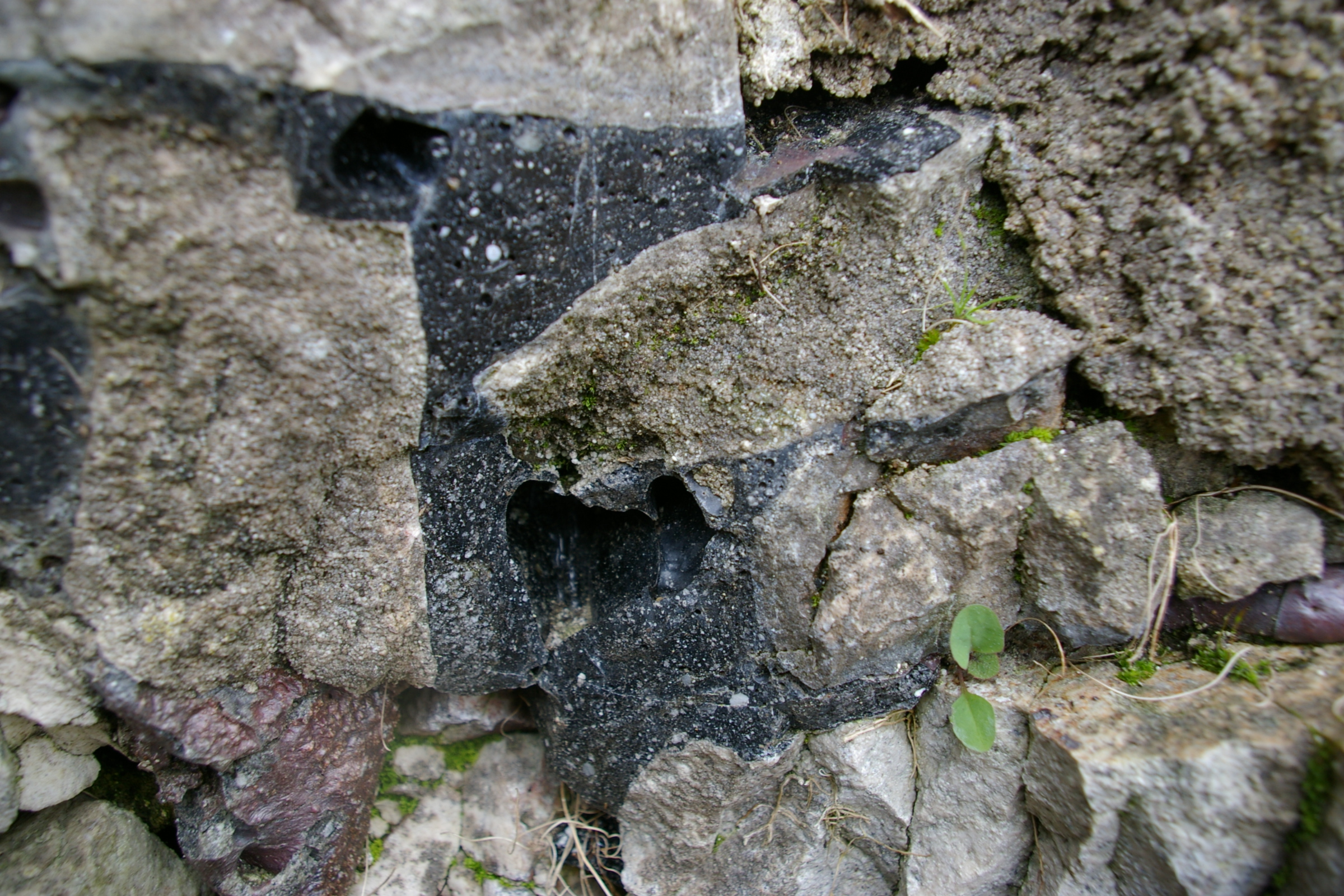
Partie du mur vitrifié de Sainte-Suzanne (Mayenne). Rempart sud.

Dans ce site des Erves on a trouvé en 1874 des ossements d'animaux quaternaires au milieu d'une couche d'argile noire reposant sur le sommet corrodé des bancs du calcaire cambrien et surmonté de sables, graviers et argiles rouges. La faune a été considérée par M. Gaudry comme antérieure à celle de l'Elephas primigenius. On a trouvé : Felix leo, Hyæna crocuta, Arctomys marmotta, Rhinoceros Maerckii, etc..

### Gaule celtique
L'occupation par les celtes est attestée par la présence d'un ancien mur vitrifié. Encore visible et bien que partiellement détruit au XIXe siècle, il en est fait mention depuis 1759 et de nombreux fragments en sont régulièrement mis au jour lors de fouilles ou de percements. Ainsi les fouilles archéologiques entreprises en 2006 dans la cour du château ont-elles permis de révéler, sous deux niveaux d'habitat eux-mêmes antérieurs au Moyen Âge (début de l'âge du fer ou fin de l'âge du bronze), des morceaux extraits du mur vitrifié, vestiges d'un procédé de fortification qui est longtemps passé pour énigmatique. Leur datation permettra prochainement de cerner leur âge.

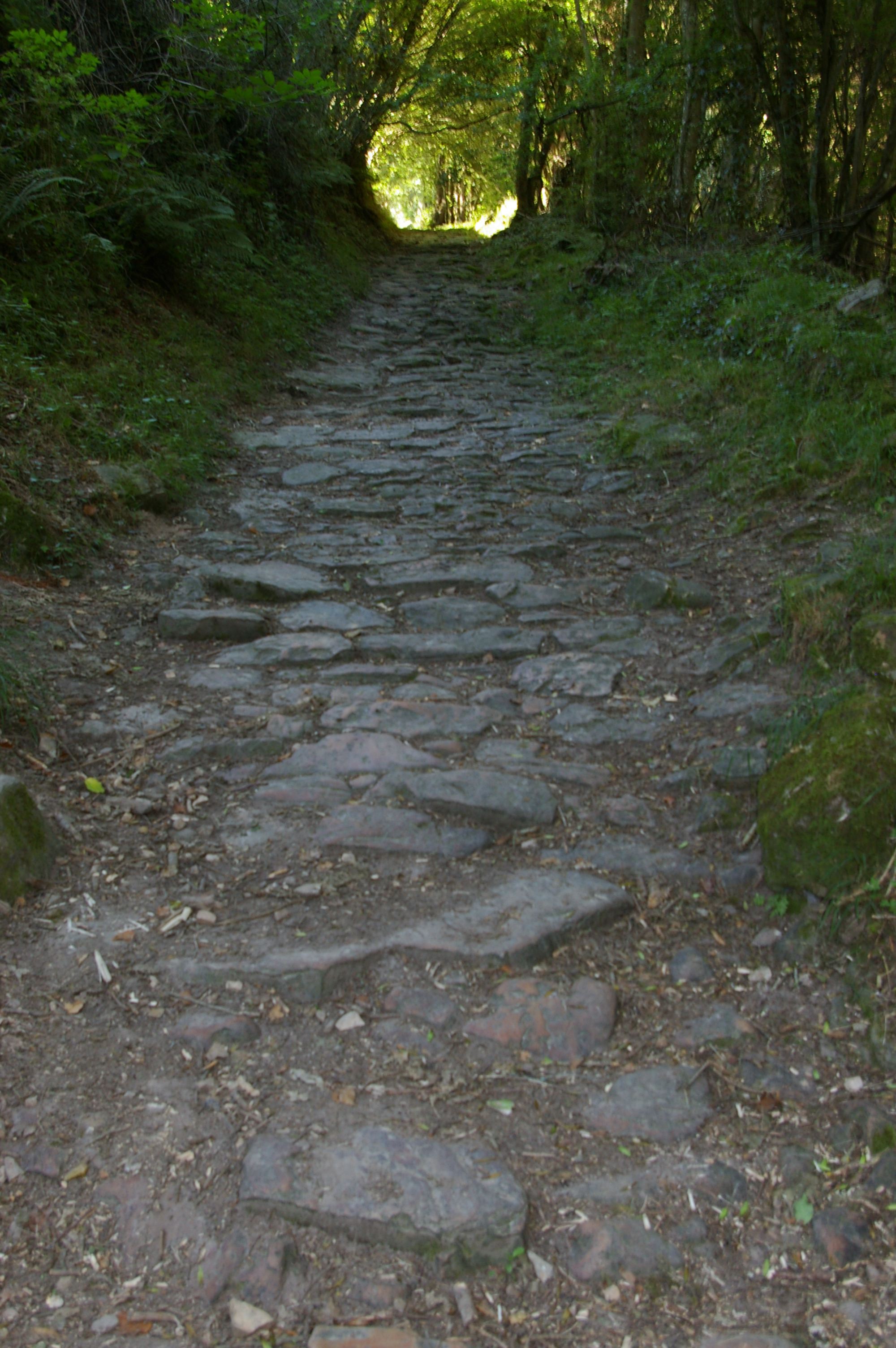
Voie pavée

Le site a ensuite été occupé par la tribu des Arviens (du nom de la rivière l'Erve), qui faisait partie du peuple gaulois des Aulerques. Ceux-ci comprenaient les Diablintes (Jublains), les Cénomans (Le Mans) et les Eburovices (Évreux). Des meules gauloises du VIe siècle av. J.-C. env., ont été trouvées lors des fouilles de 2006 ; une ancienne voie pavée mène du Pont-neuf au Tertre Ganne. Compte tenu de la proximité des villes gallo-romaines de Noviodunum (Jublains) (23 km), et Vindunum (Le Mans) (48 km), la position géographique et stratégique de Sainte-Suzanne comme "clef du Maine" n'a pas pu être négligée. Le château ayant été construit au Moyen Âge sur une structure préexistante, seules des fouilles plus approfondies permettront de dégager des vestiges plus significatifs de l'occupation gallo-romaine.

### Moyen-Âge
Le donjon est construit par les vicomtes de Beaumont-au-Maine, Fresnay et Sainte-Suzanne dans la première moitié ou au milieu du XIe siècle. De 1083 à 1086, Sainte-Suzanne est le lieu d'affrontement entre le vicomte du Maine, Hubert II de Beaumont, dont l'épouse Ermengarde de Nevers est l'arrière-arrière-petite-fille d'Hugues Capet, et le duc de Normandie et roi d'Angleterre, Guillaume le Conquérant. Hubert avait depuis 1063 soutenu la lutte contre Guillaume le Bâtard ; il avait dû lui rendre en 1073 les châteaux de Beaumont et de Fresnay, mais il ne désarma jamais. En 1083, il s'enferme avec sa femme Ermengarde, fille de Guillaume Ier de Nevers, (°1029 † 1083), comte de Nevers, nièce de Robert de Nevers, (°1035 † 1098), dit Robert le Bourguignon, dans le donjon de Sainte-Suzanne, y réunit une élite de chevaliers, et harcèle jusqu'au Mans les partisans du Conquérant de l'Angleterre. Celui-ci se décide en 1083 à venir au secours des siens, mais renonce à attaquer de front le château, situé au sommet d'une colline protégée par des vignes inextricables. Il installe un fort dans le val de Beugy à 800 m du château, et y laisse une troupe nombreuse et aguerrie sous les ordres d'Alain Le Roux, comte des Bretons.
Prouvant la poliorcétique (ou siège militaire) un art difficile, les faits d'armes sont presque toujours à l'avantage des assiégés, qui capturent et mettent à rançon les chefs anglo-normands. Parmi eux, plusieurs chevaliers sont tués : Robert d'Ussi, Robert de Vieux-Pont, Richer de l'Aigle (18 novembre 1085), Mathieu de Vitot (janvier 1086), Hervé Le Breton, chef de la milice. La guerre s'enlisant, et après un siège de quatre ans dont subsiste aujourd'hui le Camp de Beugy ou Camp des Anglais, les assiégeants entrent alors en pourparlers de paix et Hubert II, muni d'un sauf-conduit, traverse la Manche jurer une alliance qu'il respecte ensuite loyalement. Les héritiers de Guillaume, qui meurt en 1087, respectent aussi cette paix, faisant, de fait, de Sainte-Suzanne la seule forteresse que Guillaume le Conquérant ne parvint jamais à prendre, et citée comme telle dans l'Histoire d'Angleterre.
Forte de cette victoire, la forteresse militaire se développe jusqu'au XIVe siècle. En 1189, après la prise du Mans par Philippe-Auguste, le roi Henri II d'Angleterre passe à Sainte-Suzanne.
En 1241, il est fait mention du « Chemin du roy », passant par Sainte-Suzanne : Vigor, paroissien de Sainte-Suzanne, est accusé par le procureur du bailli royal d'y avoir commis un meurtre.
La famille de Beaumont contribue par ailleurs à la restauration de l'Abbaye Notre-Dame d'Évron (985-989), à la fondation des abbayes de Solesmes (1010) et de Vivoin (1058-1062), enfin à l'édification de l'abbaye d'Étival-en-Charnie (1109), et à celle de la Chartreuse du Parc-en-Charnie (1235-1236).

#### Guerre de Cent Ans
Pendant la Guerre de Cent Ans, la place est aux mains des Français avant le traité de Brétigny (signé le 8 mai 1360 entre Édouard III d'Angleterre et Jean II le Bon et qui permet une trêve de neuf ans dans la guerre de Cent Ans) ; Marguerite de Valentinois, veuve de Jean II de Beaumont-Brienne, et son fils Louis II de Beaumont-Brienne, encore enfant, s'y trouvent le 15 mai 1359.
Au XIVe siècle, tous les sujets sont contraints à venir faire le guet au château, obligation contre laquelle protestent en 1369 et 1396, au nom de leurs hommes et serviteurs, les Chartreux du Parc d'Orques et les Bénédictines d'Étival. (En 1460, pour s'exempter du guet au château de Sainte-Suzanne, les habitants de Thorigné-en-Charnie, dont le château dépendait de la baronnie de Sainte-Suzanne, déclarèrent qu'ils étaient de la baronnie de Sablé...)
En 1415, les Anglais, maîtres de la Normandie, s'apprètent à envahir le Maine. Dès 1417, ils se partagent les places fortes ; John Popeham se titre capitaine de Sainte-Suzanne : c'est une menace. Tous les sujets, même ceux qui en étaient de droit exempts, se soumettent en 1419 à faire le guet au château "à cause de l'estat du temps présent et des éminents dangiers qui, à l'occasion de la guerre, pourroient avenir en la ville". Le duc Jean Ier d'Alençon (Valois), tué en 1415 à Azincourt, c'est sa femme Marie de Bretagne qui devient duchesse d'Alençon et met en état de défense ses différentes forteresses. Le commandement de Sainte-Suzanne est confié en 1422 à Ambroise de Loré, compagnon de Jeanne d'Arc, qui tient bon jusqu'en 1425. La garnison opère même des sorties avec celles de Montsûrs, Laval, Château-Gontier (janvier 1423).

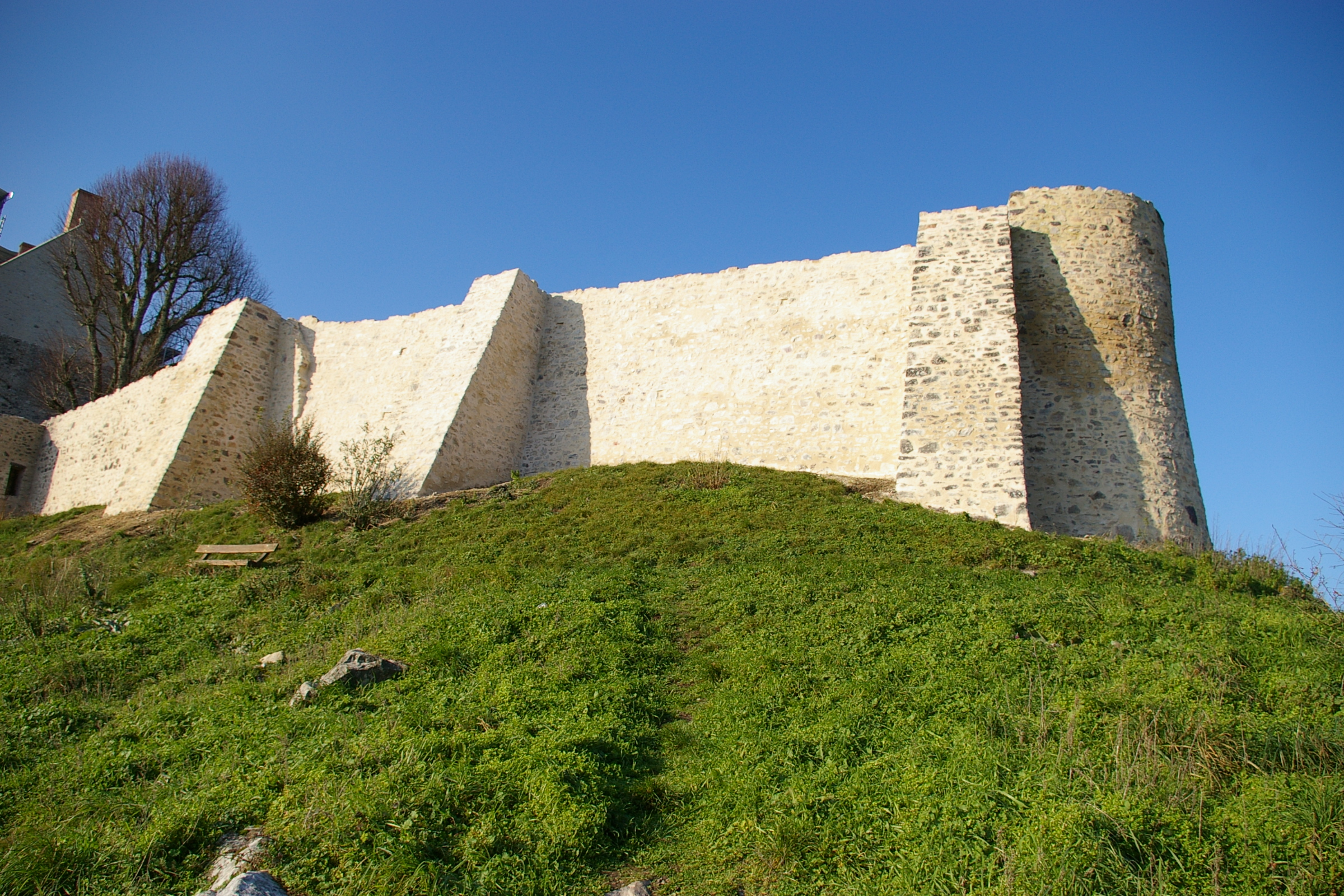
Les remparts de la cité de Sainte-Suzanne (Mayenne)

Le 2 août 1425, Thomas Montaigu, Comte de Salisbury attaque Le Mans, vaillamment défendue par Ambroise de Loré pendant 20 jours. Sainte-Suzanne, où Loré s'est renfermé, est finalement prise le 10 août 1425 par les Anglais, emmenés par une armée considérable. Salisbury s'installe au Tertre Ganne et utilise l'artillerie pour détruire les remparts. Avant le 30 août, on mène en trois charrettes, d'Argentan à Alençon, une grosse somme de deniers... pour les soudoyers estans aux sièges de Sainte-Suzanne et autres places du pays du Maine. Salisbury est en personne, le 3 septembre 1425, au siège devant Sainte-Suzanne, où il reçoit des lettres du receveur général. La brèche faite dans les remparts, Loré, gouverneur de la cité, prisonnier avec la garnison, doit se rendre et payer une rançon de 2000 écus d'or. Sainte-Suzanne reste alors anglaise durant quatorze ans, et doit payer à Jean de Lancastre duc de Bedford, comte du Maine, des « sauvegardes, appatis ou bullettes, et obtenir des anglais des sauf-conduits ou congés ». Loré se retire à Sablé pour reprendre la lutte sans défaillance.
En 1426, Ambroise de Loré avec un détachement de 150 hommes en vue de Sainte-Suzanne, surprend entre le lieu-dit La Crousille et le village d'Ambriers, un détachement de 200 à 240 Anglais commandés par un neveu de Falstaff, l'écuyer Henry Branch qu'il capture avec sa troupe. Il pousse même une pointe hardie jusque dans les faubourgs du Mans, qui tombent un instant entre ses mains. Mais Sainte-Suzanne, garnie des 2 000 à 3 000 soldats de Falstaff, reste aux mains des Anglais.
Le 20 août 1431, c'est Jean II d'Alençon lui-même, accompagné du sire André de Lohéac et du baron de Coulonces, encouragés par leurs succès militaires depuis deux ans, qui tente d'assiéger Sainte-Suzanne pour reprendre son propre château ; la frayeur est grande dans la ville et dans les autres garnisons anglaises (Alençon, Fresnay, Argentan, Louviers, Le Mans, Rouen, et même Paris), priées par Thomas Gowen, gouverneur d'Alençon, de se porter au secours des anglais de Sainte-Suzanne. Le roi Henri VI d'Angleterre demande d'urgence des renforts au bailli de Rouen. Mais les Français ne peuvent livrer d'assaut décisif avant l'arrivée des renforts et battent en retraite : Le soir du 4 septembre 1431, on vit briller des feux et paraître des enseignes de secours en divers lieux sur les hauteurs voisines : le coup était manqué pour cette fois, et les Anglais maintinrent d'importants renforts à Sainte-Suzanne.
La ville n'est reprise qu'en décembre 1439 par les Français emmenés par Jean V de Bueil, un soir que le commandant Matthew Gough est absent, grâce à la complicité d'un soldat anglais John Ferremen, marié à une Suzannaise. Mais le Sire de Bueil s'installe au détriment de la famille d'Alençon, ses légitimes propriétaires. En mars 1441, le roi Charles VII de France lui fait enjoindre de restituer la cité. La ville n'est véritablement rendue à la famille d'Alençon qu'en mars 1447 : le 16 avril 1447, la duchesse d'Alençon reçoit à Sainte-Suzanne l'Hommage de ses sujets. Les Anglais quittent en 1448 une région profondément ravagée.

### Guerres de religion
L'église de Sainte-Suzanne est rebâtie sur l'emplacement de l'ancienne dans les années 1526-1536 ; elle est consacrée le 31 mai 1553 par Jean VIII Jouvenel des Ursins, évêque de Tréguier (en résidence au Mans), coadjuteur de Jean du Bellay (1492-1560).
- Sainte-Suzanne demeure en paix jusqu'au temps de la Sainte Ligue, qui se forme en 1576.

En effet, par mariages et héritages successifs, la forteresse est passée aux Beaumont-Brienne, puis à la famille d'Alençon. Charles IV d'Alençon se marie en 1509 avec Marguerite de France (1492-1549), laquelle se remarie en 1527, après son veuvage d'avec Charles IV, avec Henri II de Navarre, père de Jeanne d'Albret.
- À la mort de celle-ci en 1572, Sainte-Suzanne échoit donc à Henri de Navarre et a beaucoup à souffrir des guerres civiles. Cité royale (étant du domaine du roi -alors protestant- de Navarre), elle est en même temps géographiquement proche de Mayenne, si souvent prise et reprise par les différents partis. Sainte-Suzanne est assiégée en vain par les Ligueurs en septembre 1589. C'est Claude de Bouillé qui défend Sainte-Suzanne contre les ligueurs en 1589[5].

- Mais, en 1593, le duc de Mercœur, gouverneur de Bretagne pour la Sainte Ligue, prend Craon et Laval ; il donne le commandement à Urbain de Montmorency-Laval Boisdauphin, qui prend Château-Gontier et Sainte-Suzanne, détruisant une partie des remparts et la tour poudrière; il remet ces places, ainsi que celle de Sablé-sur-Sarthe, au roi, faisant sa paix avec lui. Urbain de Montmorency-Laval Boisdauphin reçoit en récompense son bâton de maréchal en 1599.

- Durant cette période, la baronnie de Sainte-Suzanne, propriété du roi (Henri IV de France depuis son sacre le 27 février 1594), est vendue par lui le 27 septembre 1594 pour 18000 écus à son épouse, Marguerite de France (1553-1615), dite la reine Margot, qui la détiendra dix ans (1594-1604).

### XVIIesiècle: legrand Siècle

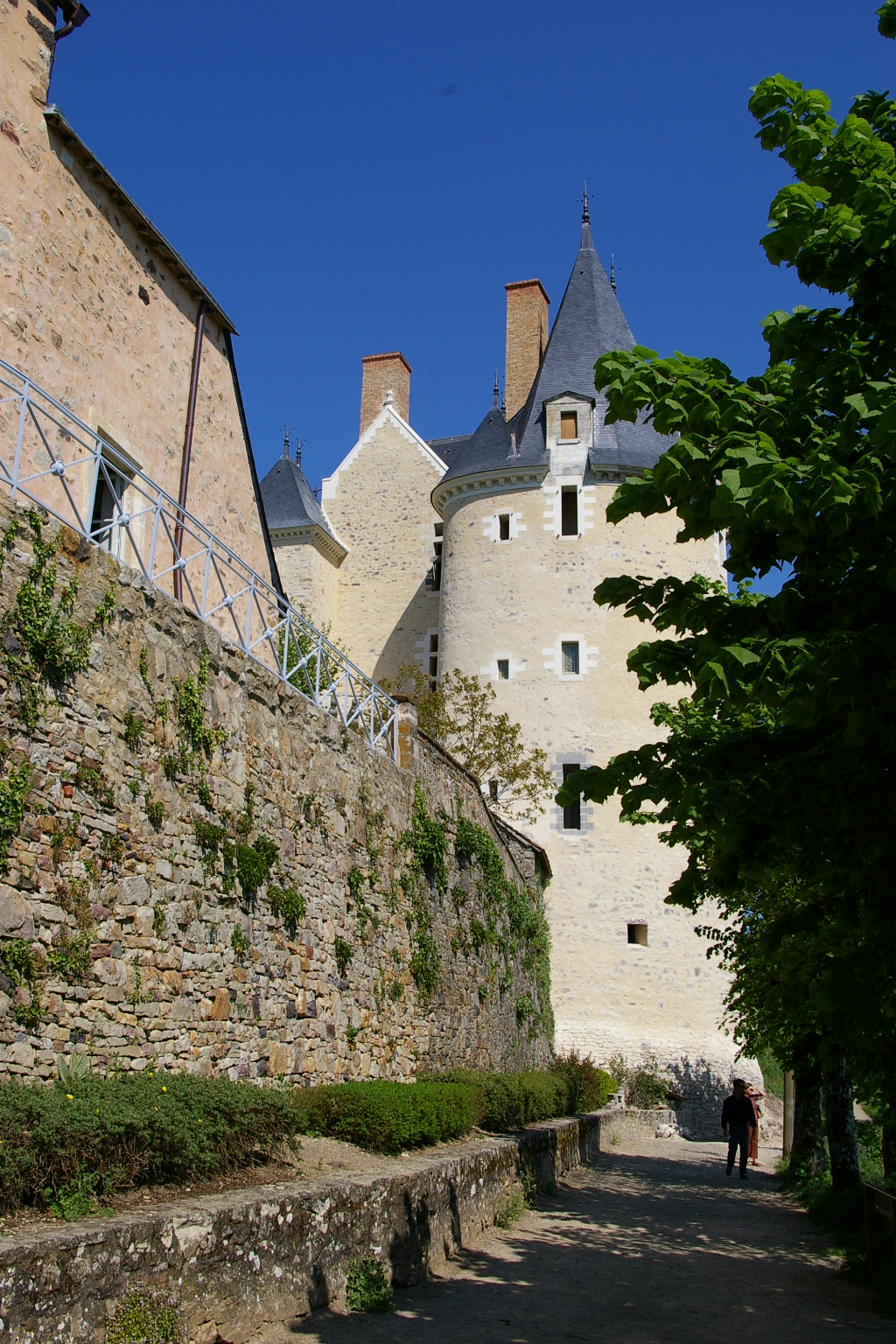
La tour du château de Fouquet de la Varenne

Quelques années plus tard, en 1604, Guillaume Fouquet de la Varenne, homme d'État et ministre de Henri IV, achète à la première épouse du roi, Marguerite de France (1553-1615) dite la Reine Margot, les ruines de la vieille forteresse pour transformer l'ancien château en demeure résidentielle. Ce projet n'est pas achevé, car l'assassinat du roi en 1610 amène progressivement la déchéance de Guillaume Fouquet de la Varenne, Il reste cependant de cette période le logis, un beau corps de bâtiment dans le plus pur style du début du XVIIe siècle.
Sainte-Suzanne, devenue baronnie puis marquisat, passe ensuite, après la descendance de Fouquet de la Varenne, à la famille de Champagne de Villaines, puis à celles de César Gabriel de Choiseul-Praslin et de Charles de Beauvau-Craon et enfin à Ange Hyacinthe Maxence, baron de Damas. En juillet 1661 des lettres patentes signées de Louis XIV concèdent « Foires & marchez pour la Ville de Saincte Suzanne le premier mardi de janvier, le mardi de la semaine Sainte, le jour de la Saint Mathieu, le jour de la Saint Eutrope, le jour de la Sainte Suzanne et le lendemain de la fête de tous les Saints". L'économie (agriculture, élevage, artisanat : meunerie, tannerie, papeterie, fabrique de cartes à jouer...) devient active.
Sainte-Suzanne connait aux XVIIe et XVIIIe siècles une vie administrative et juridictionnelle active. Les notables sont donc nombreux à Sainte-Suzanne sous l'ancien Régime. Les maisons bourgeoises qu'ils construisent intra muros traduisent encore aujourd'hui cette activité qui déclinera après la Révolution française.
- Déjà en juin 1589, par lettres datées du camp de Gergeau, Henri IV avait ordonné de transférer à Sainte-Suzanne la sénéchaussée, siège présidial, eslection, prévôté, recepte des tailles, taillon et grenier à sel du Mans, ainsi que les juridictions de Mayenne et de Sablé, ordonnances qui restèrent sans doute lettre morte et qui, en tout cas, furent rapportées par d'autres lettres, données au camp d'Alençon en décembre 1589.

- Il existe de fait en 1624 un siège prévôtal de maréchaussée[6] chargé de juger les crimes et délits (présence d'un lieutenant de maréchaussée en 1640). Chef-lieu de bailliage[7].

- En janvier 1657 est établie une messagerie ordinaire de poste aux chevaux, de Vitré, Laval, Évron, Sainte-Suzanne, Le Mans, vers Paris. Un bureau de messagerie pour Le Mans existe en 1611 et 1684. Un bureau de Poste aux lettres aurait existé dès 1675 à Sainte-Suzanne comme bureau de distribution.

### XVIIIesiècle, l'administration sous l'Ancien Régime
- En 1725, un grenier à sel est créé, engendrant parallèlement une activité de faux-saunage. Au milieu d'une des crises les plus redoutables que la monarchie française ait eu à traverser, lorsque les Anglais étaient maîtres d'une grande partie de la France, et que toutes les ressources du Trésor étaient épuisées, le sel devint en 1343 un monopole d'État par une ordonnance du roi Philippe VI de Valois, qui institua la gabelle, un impôt considérable sur le sel que les habitants durent désormais acheter dans les greniers royaux. Cet impôt était partout très onéreux; mais il était dans le Maine d'une perception plus difficile et par conséquent plus vexatoire, parce que cette province était voisine de la Bretagne, dans laquelle le commerce du sel était libre et non grevé d'impôt; la fraude était aussi facile que fréquente, et les moyens employés pour la réprimer plus rigoureux.

Le grenier à sel de La Gravelle ayant été supprimé en 1725, il en fut formé un la même année à Sainte-Suzanne. Le tribunal établi pour juger des différends qui survenaient entre les Traiteurs qui avaient la ferme du sel et les habitants, et pour poursuivre toutes les fraudes qui pouvaient se commettre relativement à l'impôt des gabelles, était composé à Sainte-Suzanne d'un président, d'un grenetier, d'un contrôleur, d'un procureur du roi, ayant tous la qualité de Conseillers du Roi, d'un greffier et d'un huissier. Le greffier et le contrôleur remplissaient au tribunal les fonctions de conseillers auprès du président : ils étaient tenus d'être présents quand on apportait le sel au grenier et pendant la distribution qu'on faisait aux habitants. Mais les fermiers généraux mettaient ces deux conseillers dans leurs intérêts en leur attribuant, comme à leurs propres agents, une gratification proportionnelle au bénéfice résultant de l'excédent trouvé à la fin de l'exercice dans le grenier à sel. Il en résultait que les intérêts des habitants pouvaient souffrir de la parcimonie avec laquelle on leur distribuait ce qu'ils achetaient réellement.

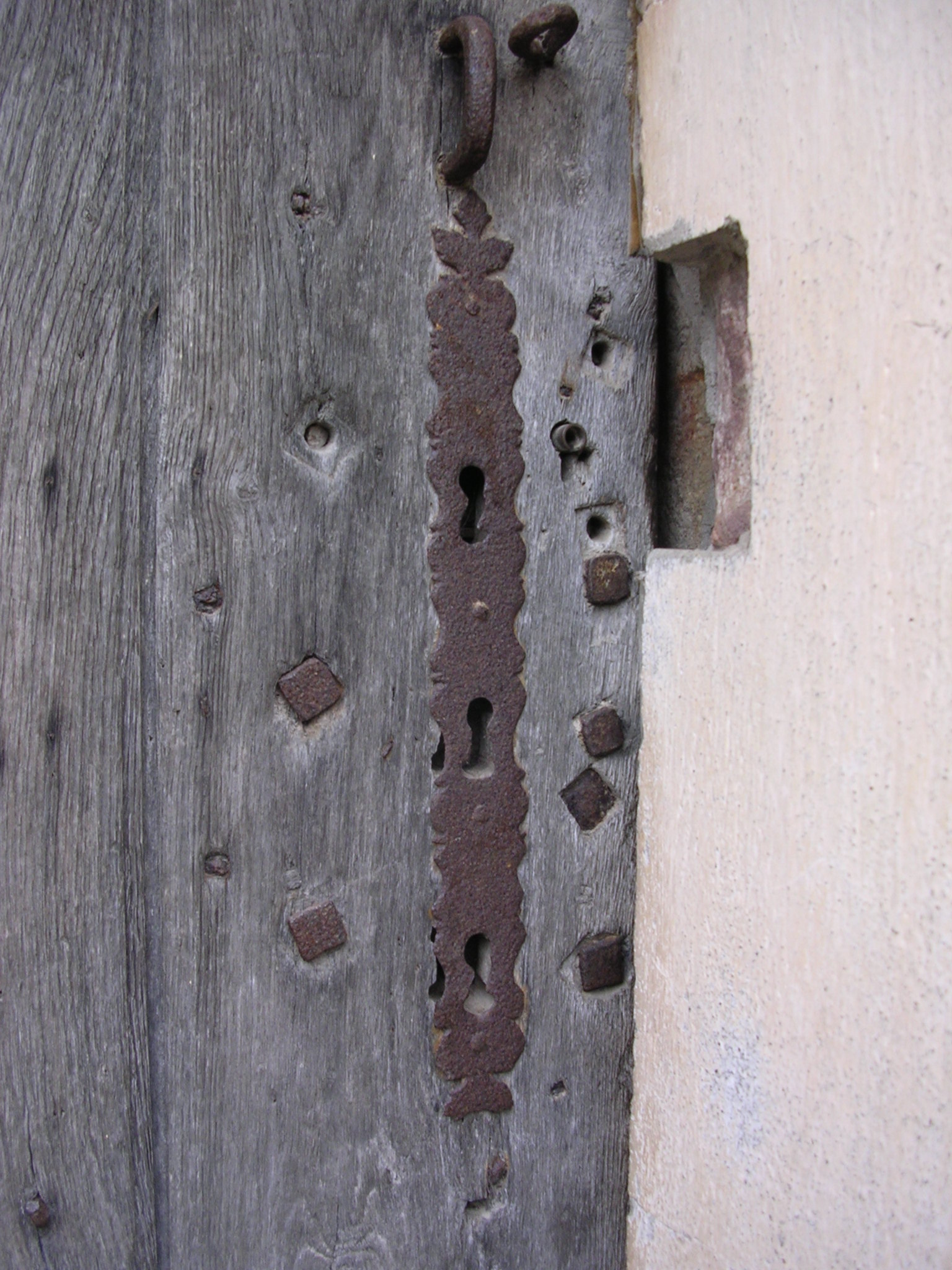
La serrure à trois clefs de la porte du grenier à sel de Sainte-Suzanne : pour l'ouvrir, trois magistrats devaient être présents simultanément, chacun avec sa clef...

Bien que ces fonctions ou charges publiques si multipliées puissent être cumulées, et que quelques-unes des moins importantes le fussent en effet, elles avaient eu pour résultat de former et de maintenir à Sainte-Suzanne une nombreuse bourgeoisie. Le curé Jean-François Marquis-Ducastel notera ainsi les noms de ces familles : Aveneau, Bassoin, Bésognard, Coignard, Coutelle de la Houssaye, Coutelle de la Tremblaye, Fauvelais, Marsollier, Mustière, Olivier, Panais, Pélisson, Provost, Riballier, Saudubray, Sorin. Une des plus considérables paraît avoir été la famille Pélisson qui avait plusieurs branches : les Pélisson du Bois, Pélisson de Gennes, Pélisson du Defay, Pélisson de la Pommeraye, Pélisson de la Touche et Pélisson du Vernay. On sait que, sans être noble, une personne pouvait posséder une propriété nobiliaire donnant droit à un titre; la bourgeoisie était très désireuse de cette distinction, qui la rapprochait de la noblesse; et ceux même qui ne possédaient pas de propriétés nobles prenaient volontiers le nom d'une de leurs terres. Outre les Pélisson et Coutelle ci-dessus, on trouve encore Bassoin, sieur de la Hervoyère, Sorin, sieur des Hardouinières, Panais, sieur de la Durairie, ou Hodé de la Huberdière, premier huissier du grenier à sel. Le président du bailliage en 1605, Jean Delavigne, prendra le nom de de Lavigne de Sainte-Suzanne ou de Lavigne Sainte-Suzanne
Deux manoirs (dont l'un, Renaissance, jouxtant la tour du château, fut sans doute la demeure des premiers sénéchaux et gouverneurs de la cité, puis celle des présidents du grenier à sel et du bailliage; l'autre, situé derrière l'hôtel de ville, appartint à la famille Provost puis à la famille Ollivier, avocats) et de nombreuses maisons cossues apparaissent alors dans la cité, destinés à cette bourgeoisie liée à l'administration et à la fiscalité royales; on compte alors plusieurs notaires, et même un chirurgien. Ces demeures remplacent des masures datant du Moyen Âge, dont les plus belles pierres de granit ou de grès roussard sont toutefois réutilisées pour les entourages des portes et des fenêtres des nouvelles demeures.
À la Révolution, le grenier à sel sera pillé par la population (en octobre 1790).
- En 1743, un receveur des consignations est en fonction.
- Poste de gabelle en 1746.

- En 1771, l'Hôtel de ville comprend un échevin, des conseillers, un syndic-receveur, un secrétaire-greffier et le procureur du roi. On note cette même année la présence de deux notaires et, en 1773, d'un archer-garde des monnaies[13].

- La ville n'eut pas de Conseil municipal proprement dit avant la Révolution française, quoique des pièces administratives aient été adressées aux "maire et échevins", avant 1699. Mais, en vertu des édits d'août 1764 et mai 1765, qui accordaient aux villes de moins de 2000 âmes une municipalité composée de deux échevins, trois conseillers, un syndic receveur, un greffier et six notables, les habitants de la ville et du faubourg de la Taconnière, ceux de la Rivière, et enfin ceux du reste de la paroisse, se réunirent séparément les 13 et 14 août 1765. Ils nommèrent pour chaque quartier trois délégués, qui élurent six notables (Joseph Basoin, notaire ; Alexandre Aveneau, chirurgien, Michel-Louis de la Mustière, Fermier de la baronnie), un ecclésiastique (le curé, Charles-Nicolas Le Mesnager), deux officiers, un bourgeois, un marchand (Louis Rable), un laboureur ou un artisan (Michel Bion, fermier à "la Pilonnière"). Ceux-ci nommèrent alors :
  - leurs deux échevins : Jacques Aveneau, contrôleur au grenier à sel, et Olivier Provost, avocat ;
  - les trois conseillers : René Coutelle, président au grenier à sel, Jean-Baptiste Coignard, seigneur du Tertre, ancien commensal de la Maison du roi, et René Provost de Brée, négociant ;
  - le syndic receveur, François Coutelle ;
  - le greffier, Antoine de Bert.

- En 1790, le tribunal du district d'Évron est attribué à Sainte-Suzanne.

Il est alors composé de Juliot-Morandière aîné (président), de Pré-en-Pail, de Provost des Vignes, Berthelot (notaire à Izé), Bourmault (procureur à Évron), Le Sueur, (procureur à Beaumont-le-Vicomte et Jean-Baptiste Jouannault (greffier). Au XIXe siècle est mise en place une justice de paix.
- Chef-lieu de canton en 1790. En Pluviôse an V (1798), Julien François Ollivier est président de l'administration cantonale. Simon Pierre Bigot (° Saint-Pierre-sur-Erve, 24 janvier 1767) est secrétaire de l'administration municipale du canton de Sainte-Suzanne ; il se marie le 30 vendémiaire an VII (21 octobre 1798) avec Victoire Addé (° Sainte-Suzanne, 26 décembre 1773), première directrice de la Poste aux lettres du Bureau de Sainte-Suzanne, créé comme Direction en 1791, supprimé fin 1797-1798 et rétabli fin 1799[14].

- Administration fiscale : Sainte-Suzanne est au XIXe siècle chef-lieu de perception pour Sainte-Suzanne, Blandouet, Chammes, Torcé et Viviers, et compte un receveur d'enregistrement et un receveur des contributions indirectes.

- Demandée en l'an VI, la gendarmerie est supprimée en 1857, puis rétablie en 1872. La commune compte en outre un conducteur des Ponts et chaussées et deux notaires.

### Révolution française
En 1789, le curé écrit en marge des registres paroissiaux d'État-civil que l'année est la plus remarquable du siècle présent, par les évènements rares qu'elle nous présente en abondance. L'hiver a été le plus rigoureux qu'on ait jamais senti dans nos climats : il a commencé dès le 22 novembre 1788 et il a continué jusqu'au 18 janvier suivant. La rivière a été prise de glace durant tout ce temps, en sorte que les papeteries ont été arrêtées. Les moulins à farine ne pouvaient moudre. On a été sur le point d'éprouver la plus grande disette. On s'est servi des moulins à tabac pour moudre les grains. Les forêts ont éprouvé de grands ravages, et beaucoup de bois ont péri... Et, en mai 1789 : Les États généraux sont assemblés à Paris. Les Assemblées ordinaires se tiennent à Sainte-Suzanne pour le canton. Elles forment les électeurs pour l'Assemblée du Mans. Dix députés sont envoyés du Clergé, de la Noblesse et du Tiers état. L'on prend les armes dans toutes les villes et dans tous les bourgs...
Les cahiers de doléances des communes du canton se bornent à demander la réforme des impôts (et surtout la suppression de la Gabelle du sel), l'amélioration des chemins, l'établissement de Sœurs de Charité. Pourtant, les délits réprimés par les magistrats du bailliage et de nombreux textes laissent imaginer la souffrance du peuple en cette fin de XVIIIe siècle.
Le 14 juillet, la prise de la Bastille n'émeut pas de manière apparente la population, mais par contre, en septembre, l'abandon du marché accordé en 1661 par Louis XIV, et les entraves éprouvées dans les marchés voisins par les boulangers et les cultivateurs jettent quelque trouble dans les esprits... Ce calme apparent s'explique en partie par la situation isolée de la petite ville. Cependant, une bonne partie de la population du Bas-Maine et la bourgeoisie de Sainte-Suzanne ont déjà embrassé avec ardeur les idées nouvelles.
La cité abrite une garnison républicaine; le capitaine de la garde nationale, Delelée, envoie le 1er juin 1790 une adresse enflammée à l'Assemblée nationale. En octobre, la population pille le grenier à sel.
Sainte-Suzanne prend le nom de Mont-d'Erve; à partir de 1793, les Chouans sillonnent la campagne et la forêt de la Charnie. Le 2 avril, on assure que depuis quelque temps se forme une espèce d'attroupement dans les bois de Montecler et de La Chapelle-Rainsouin, et qu'un citoyen de Châtres-la-Forêt y a été désarmé par neuf personnes. Le lendemain, un nouveau rassemblement est signalé... De jour en jour, les succès de la Vendée surexcitent davantage les partisans de la Révolution... Des détachements de volontaires se forment pour marcher les uns aux frontières, les autres au secours du département de Maine-et-Loire...
Le 17 octobre 1793, une troupe de 1 200 hommes se concentre dans la ville, dont on répare les brèches à la hâte, par peur des Vendéens. Cette garnison se porte sur Le Mans le 3 décembre 1793. Le 13 au soir, lendemain de la bataille du Mans, François-Joseph Westermann, surnommé « le boucher des Vendéens », qui a massacré
les fuyards dans sa course depuis Le Mans, couche à Sainte-Suzanne.
Le 10 octobre 1793, René Jean Baptiste Serveau, qui en 1788 avait pris à ferme avec Mathurin Julien Dalibourg le domaine de Sainte-Suzanne, offrit au directoire d'Évron de lui en livrer le chartrier qu'il avait entre les mains, pour le jeter aux flammes. Le brûlement de 439 liasses regroupant 3347 documents est mentionné dans un acte du 30 janvier 1794.
De nombreuses escarmouches ont lieu de 1794 à 1799 entre les gardes nationaux et les chouans de la Charnie.
Une jeune fille républicaine de 19 ans de Thorigné-en-Charnie, Perrine Dugué, est assassinée par trois Chouans le 22 mars 1796, et donne naissance à un curieux "culte".
En raison des malheurs qui arrivent continuellement dans le canton, ordre est donné le 3 mars 1797 de faire des patrouilles pendant la nuit et de tenir les portes de ville fermées. Le 3 juin 1798, la situation du canton n'est pas rassurante... Les patriotes prennent peur . Le 3 avril 1799, ordre est donné par le Département de se tenir en garde contre un coup hardi que doivent tenter les brigands.

### XIXesiècle
Les sympathies napoléoniennes de la cité lui valent ensuite pendant les Cent-jours le surnom de l'Île d'Elbe. À la fin des Cent-jours, un détachement royaliste, commandé par Camille de Pontfarcy, vient le 10 juillet 1815 pour s'emparer de Sainte-Suzanne, et veut livrer l'assaut. La population, rejointe par des réfugiés, se barricade dans la cité, prête à résister. Mais il y a seulement quelques coups de fusil, et les royalistes se retirent à Évron sur ordre venu de Laval. Le 13 juillet, le maire ayant fait dire que la ville se rendait sans condition et que les réfugiés l'avaient quittée, Eugène Boullier vient en prendre possession. Les habitants « reçurent les royalistes avec un morne silence et une tristesse marquée ». Jacques Marquis-Ducastel, frère de l'ancien curé, est nommé maire en juillet 1815 en remplacement d'Edouard Delespinasse, aux sympathies napoléoniennes sans doute trop marquées, qui est aussi régisseur du château. Le bruit court que de sinistres complots se trament encore. Si ces bruits sont vains, il est certain que la classe dirigeante n'est pas gagnée à la légitimité, et que l'on salue avec joie fin juillet 1830 (Trois Glorieuses) la chute de Charles X.

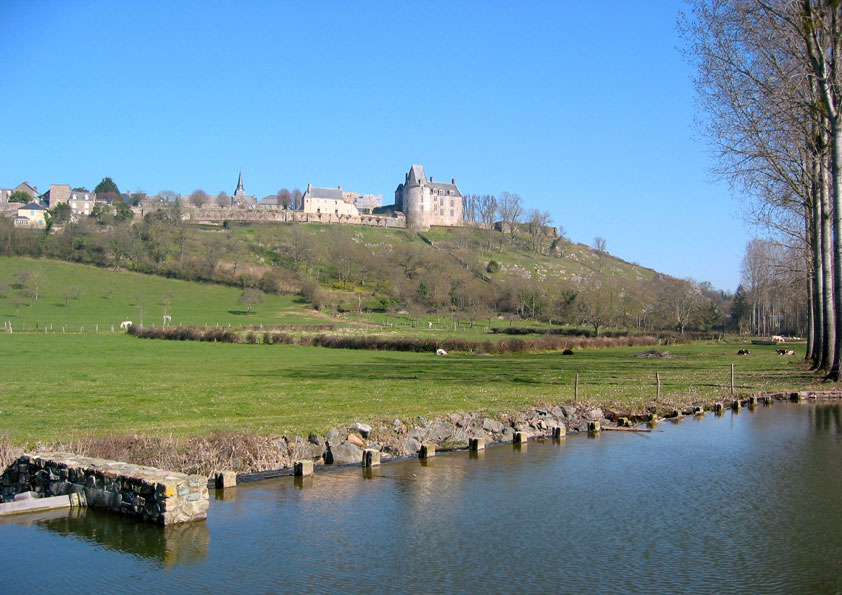
L'Erve aux choiseaux.

- Le faubourg artisanal de La Rivière. Du XVIe siècle au début du XIXe siècle, grâce aux nombreux moulins sur l'Erve, une vie industrielle et artisanale intense anime les hameaux de La Rivière : Pont-Perrin, Grand-Moulin (ancien four banal dit "moulin au Vicomte"), Pont-Neuf (moulin, carrière de pierres), Choiseaux, Mécanique, Gohard, Château-Gaillard, Moulin aux lièvres, Saugère, Bourg-Guyon, Patache, etc. Tannerie, moulins à blé, à papier s'échelonnent tout au long de la rivière. Au milieu du siècle, ce faubourg "industriel" compte même autant d'habitants que la population agglomérée. Les papeteries de Sainte-Suzanne fonctionnent intensément de 1544 à 1820 environ. Mais ces activités déclinent rapidement à la fin du XIXe et au début du XXe siècle avec l'abandon du projet d'installation d'une usine d'électricité et le développement des méthodes de fabrication et des moyens de communication. Le faubourg artisanal ne parvient pas à passer le cap de l'industrialisation.

Les années 1830 - 1850 sont marquées par le déclin économique (fermeture des papeteries, tanneries...), alors que la cité n'a jamais compté autant d'habitants. L'apparition, en 1845, d'une fabrique de briques, ne compense que très faiblement ces disparitions. Les journaliers agricoles, qui constituent l'essentiel de la main d'œuvre, ne sont pas facilement employables l'hiver; il est indispensable de fournir du travail à ces ouvriers sans ouvrage, et de quoi leur procurer du pain, alors même que les céréales sont devenues très chères par suite d'hivers rigoureux. La population aisée devra donc se montrer charitable envers les indigents, aussi bien par esprit de solidarité que par réflexe de défense, pour éviter les dangers de la mendicité. En 1847, le Conseil municipal crée un atelier de charité destiné à employer les ouvriers à réparer les rues et à refaire des chemins de communication. Les habitants fortunés sont appelés à favoriser la poursuite de ces travaux sous forme de souscription.
Rien d'étonnant dans ce contexte à ce que la cité affirme ses sympathies à la Révolution française de 1848.
En 1852, on distribue aux pauvres une somme qui était destinée aux fêtes publiques. En 1855, le Préfet incite les communes à créer des sociétés de secours mutuels. Le Conseil municipal, « tout en reconnaissant l'utilité de pareilles sociétés, a décidé que le moment ne lui paraissait pas opportun pour en créer une actuellement en la commune, à raison de l'extrême détresse où se trouve la classe ouvrière par suite de la cherté des denrées aliementaires, ce qui l'empêcherait de fournir aucune cotisation, et parce que la souscription qui vient d'avoir lieu pour former un bureau de charité serait aussi un obstacle à ce que les personnes aisées contribuassent à former le fonds social. Il existe d'ailleurs dans la commune une Société de dames charitables pour le soulagement des pauvres malades. Elles font elles-mêmes la quête, le dimanche, à l'église, et avec les ressources qu'elles se procurent ainsi, elles distribuent aux malades les secours dont ils ont besoin en pain, viande, vin, linge et médicaments ».
Les marchés hebdomadaires et les 8 foires annuelles sont, en revanche, plus florissants. À chaque foire sont présentés en moyenne entre 400 et 600 bovins, 100 à 350 équins, 100 à 400 porcins, et 80 à 100 ovins, la foire du 31 décembre 1885 rassemblant par exemple 1350 animaux.
Lors de la Guerre de 1870, la commune est occupée du dimanche 15 au mardi 31 janvier 1871 par les uhlans, qui réquisitionnent habitations, vivres et fourrage. Abandonnée par les débris du 17e corps (Colomb), la municipalité avait fait arborer le drapeau blanc. Deux reconnaissances des Français le 16 et le 23 constatent que la ville est évacuée, mais le lendemain 24, le 6e hussards de Silésie s'y installe et ne se retire qu'à l'armistice, la ville étant comprise dans la zone neutre. Une chronique au jour le jour de l'occupation prussienne a été tenue par l'Abbé Julien Monguillon, curé de Sainte-Suzanne de 1865 à 1877.

### XXesiècle
Lors de la Grande Guerre, Sainte-Suzanne perd 59 de ses enfants, Morts pour la France.
À l'issue de la Seconde Guerre mondiale, Sainte-Suzanne est libérée les 6-7 août 1944 par la 90e division d'infanterie américaine (bataillon du Lieutenant-colonel Edward Hamilton, 357e régiment d'infanterie du Colonel Georges H. Barth). Les combats font 18 morts du côté américain, et 25 à 30 du côté allemand. Plusieurs avions américains de la 47th escadrille de chasse (fighter group) rattachée à la 9. Army Air Force, poursuivis par un groupe de 25 avions de chasse Messerschmidt allemands, s'étaient écrasés le 27 juillet 1944 en forêt de Charnie: un avion de chasse P-38 à proximité de Saint-Denis-d'Orques près de la ferme de l'Émerillonnière (Lieutenant Charles Patton, mort lors du crash) et un B-17 G près de la ferme de Beausoleil. L'un des pilotes, survivant, le lieutenant James Banks, fut récupéré, caché et soigné par la Résistance, et rallia le régiment d'Hamilton lors de son arrivée à Sainte-Suzanne dix jours plus tard.
Les 9 et 10 août 1947, le Général de Gaulle, qui se rend à Mayenne à une réunion de présentation de son parti, le RPF, est accueilli à Sainte-Suzanne par les anciens résistants qui ont œuvré pendant la guerre dans les maquis de la région. Il passe la nuit dans la Maison Gauvin, rue du Champatoire.
Par ventes successives, le château devient au XIXe siècle propriété de Marie-Louise de Girardin (d'Ermenonville), des Vicomtes de Vaulogé (de Fercé-sur-Sarthe), puis par mariages, du Prince Philippe de Carini, et de sa fille Marie-Béatrice, comtesse de Livonnière. Le château est loué, puis sert de colonie de vacances ou de lieu de séjour d'enfants réfugiés, puis sombre dans l'oubli et le silence.
Le lierre et la végétation envahissent le château, le donjon, le pont-levis et les remparts. En 1960, plus de 40 maisons sont à vendre. En décembre 1961 se crée l'association des Amis de Sainte-Suzanne, destinée à sauver, sauvegarder et faire connaître l'histoire et les monuments de la cité. La commune choisit à partir de 1965 le développement touristique, et l'association organise avec elle en août 1965 un spectacle nocturne, amorce d'un spectacle Son et Lumière qui réunit durant tout l'été 1966 et 1967 plus de 130 figurants et acteurs bénévoles (soit une part importante de la population active), attirant des milliers de spectateurs. Parallèlement, dès l'automne 1965, commence le débroussaillage de la colline et du château, et le délierrage des remparts : durant une dizaine de journées de travail échelonnées sur quelques mois, plus de quarante suzannais bénévoles entreprennent et réussissent ce sauvetage. La commune acquiert la tour d'orientation et le Tertre Ganne. Le château devient lieu de promenade, de spectacles, de concerts et d'expositions. Sainte-Suzanne est lauréate régionale du concours "Village que j'aime", obtient le coq d'argent et une mention nationale, pour la participation de la population au renouveau de la cité. Un village de vacances vvf est construit en 1970-1971, tandis que le château, acheté en 1969 par Aude Fonquernie, est restauré et devient un lieu d'expositions prestigieuses (Picasso, Matisse, Giacometti, Árpád Szenes, Jeux et jouets du XIXe siècle, etc.) En 1973, l'association achète une maison, ancien auditoire de justice, pour y créer le Musée de l'auditoire, qui retrace les trois mille ans d'histoire de la cité. Il est devenu communal en 2012.
La commune, malgré sa taille modeste, se porte progressivement acquéreur d'autres sites emblématiques de son histoire : le château en 1980, le Camp de Beugy en 1992, le manoir de la Butte-verte en 2000 par exemple. Elle aménage la rivière (régularisation du cours de l'Erve, plan d'eau du Pont-neuf, étang des Chauvinières), construit une piscine, un village de vacances, un camping, des terrains de tennis, une salle socio-culturelle en 2005. Depuis 2009 la Commune abrite le siège de l'Office de Tourisme de Sainte-Suzanne - Les Coëvrons, et, à travers l'association Médiéville53, organise dans la cité des animations médiévales, des visites guidées, des actions pédagogiques et touristiques nombreuses.
Le château est enfin acquis en 1999 par le département de la Mayenne, qui réalise, de 2000 à 2009, des travaux considérables sur le donjon, le pont-levis, la porte de fer, les remparts et enfin le logis. Le CIAP Centre d'Interprétation de l'Architecture et du Paysage du Pays d'art et d'histoire Coëvrons-Mayenne et du département de la Mayenne y est installé depuis le 26 juin 2009.
En 2009, la Commune reçoit au Sénat le diplôme de la Société pour la protection des paysages et de l'esthétique de la France pour la restauration du manoir de la Butte-verte.
Sainte-Suzanne entre le 20 juin 2010 parmi Les Plus Beaux Villages de France et reçoit le 4 mai 2011 pour le Camp de Beugy le label "Architecture de terre remarquable en Europe" terra [in]cognita décerné par l'ICOMOS (International Council on Monuments and Sites). En 2011, la cité est classée par la Préfecture Commune touristique; elle reçoit le Trophée de l'eau du Bassin Loire-Bretagne, un classement 1 Fleur et le Prix régional du Patrimoine au titre du Concours des villes et villages fleuris. Le Grand-Moulin est restauré en 2012-2014 par la Communauté de communes des Coëvrons et un papetier professionnel (métiers d'Art) s'y installe en 2017. Elle obtient sa 2e fleur en 2013, et les rubans du patrimoine en 2015 pour la restauration du grand-Moulin. En 2017, la Commune et l'Association des Amis de Sainte-Suzanne restaurent la chapelle de la Croix-couverte dédiée à Saint Eutrope de Saintes (retable de 1706 inscrit M.H.).

## Les propriétaires du château de Sainte-Suzanne de l'an mil à nos jours

### Xesiècle
- 1 (Hypothèse)  L'histoire de la terre de Sainte-Suzanne à la fin du IXe siècle et au début du Xe siècle est mal connue. : ? × Lucie de Sainte-Suzanne ?[21]

- 2 (Hypothèse) Comte du Maine Rotger ou Roger du Maine ? (° 866 - † > 900)[22] × Rothilde de France, fille du roi Charles le Chauve et de Richildis de Provence[23].

- 3 (Hypothèse) Soit[23] le Comte du Maine Hugues Ier du Maine (+ ~891 - † > 939-940), fils de Roger du Maine et de Rothilde de France, soit le vicomte  Raoul II de Beaumont-au-Maine (° ~ ? – † ~ ? ; vivait en ~ 895, 898; 937?)[24]

- 4  Raoul III de Beaumont-au-Maine (° ~<957 – † >1003), frère de l'évêque du Mans, Mainard[25]. x1/. Guinar x2/. Godeheult (ou Godehelt ou Godehildis) de Bellême, fille d'Yves de Bellême et de Godehilde du Maine[26]. L'abbé Angot a établi qu'il fut en 985-989 le restaurateur de l'abbaye d'Évron. Il alla à Rome faire confirmer par le pape Jean XVI, sa fondation d'Évron[27].

### XIesiècle
- 5  Raoul IV de Beaumont-au-Maine (°  - † < 1040) × ~< 1012 Hildegarde, fille de ?... Raoul IV céda à Geoffroy de Sablé, son frère, le terrain nécessaire à la construction et à la dotation de Solesmes (~1010). Vicomte du Maine de ~ 1010 à < 1040.

- 6  Raoul V de Beaumont-au-Maine ou Roscelin (° – † 1067) x1/ <1045 Emma ou Emmeline, (°   – † 12 septembre 1058), fille d'Étienne de Montreveau (ou Montrevault), et d'Audeburge du Lude, nièce par sa mère d'Hubert de Vendôme, évêque d'Angers (1010-1047). Vicomte du Maine de ~ 1010 à < 1040[28]. x2. Cana de Pontlevoie, fille de Galduin seigneur de Pontlevoie[29]. Fonde le prieuré de Vivoin entre 1058 et 1062.
- 7  Hubert de Beaumont-au-Maine (° ~1030 – † < 24 mai 1095) × 6 décembre 1067 Ermengarde de Nevers, fille de Guillaume Ier de Nevers  et d'Ermengearde de Tonnerre, arrière-arrière-petite fille d'Hugues Capet. Vicomte du Maine de 1067 à ~ 1095. Nommé aussi Hubert de Sainte-Suzanne, il est vainement assiégé durant quatre ans (1083-1086) par les troupes de Guillaume le Conquérant . 
  - Sa fille Godeheult (ou Godehilde) fut la première abbesse de l'abbaye d'Étival-en-Charnie.
- 8  Raoul VII de Beaumont-au-Maine ou Roscelin, (° ~1060 - † ~1131) × 1095 Adenor ? de Laval, fille de Guy II de Laval et de Denise de Mortain. Raoul de Beaumont, qui rencontre l'ermite Saint Alleaume (compagnon et disciple de Robert d'Arbrissel), fonde en 1109 l'abbaye d'Étival-en-Charnie ; sa sœur Godeheult (ou Godehilde) en devient la première abbesse. Vicomte du Maine avant 1096 et jusqu'en ~1131.)

### XIIesiècle
- 9  Roscelin de Beaumont-au-Maine (° ~1094 – † ~1176) x1/ <1145 N... de Crépon x2/ ~1145 Constance FitzRoy, cinquième des huit filles naturelles de Henri Ier Beauclerc, roi d'Angleterre , et petite-fille de Guillaume le Conquérant. Vicomte du Maine avant 1145 et jusqu'en ~1176.
- 10  Richard Ier de Beaumont-au-Maine (° ~1137 – † ~1196), arrière-petit-fils d'Hubert II et arrière-petit-fils de Guillaume le Conquérant , × >1170 Luce ou Lucie de l’Aigle, fille de Richard II, baron de l'Aigle et de Béatrix; arrière-petite-fille de Richer de l'Aigle. Vicomte du Maine de ~1176 à sa mort en 1196.
  - Ermengarde de Beaumont-au-Maine, leur fille (° ? - † 1234), se marie le 5 septembre 1186 avec Guillaume Ier d'Écosse  "le Lion", (roi d'Écosse de 1165 à 1214).
  - Guillaume de Beaumont-au-Maine, leur fils (° 1177 - † 2 septembre 1240), fut évêque d'Angers.
- 11  Raoul VIII de Beaumont-au-Maine  (° ~1175 – † 11 août 1237) × Agnès de La Flèche. Agnès serait une fille naturelle de l'un des trois derniers rois d'Angleterre, Henri II d'Angleterre, Richard ou Jean sans Terre. Vicomte du Maine de 1196 à 1237; prend le titre de vicomte de Sainte-Suzanne à partir de 1216, donne une rente à l'Abbaye d'Évron sur son donjon, pro turri quæ est in castro Sanctæ Suzannæ, et une autre sur ses moulins à l'Abbaye d'Étival-en-Charnie.

### XIIIesiècle
- 12  Richard II de Beaumont-au-Maine (° ~1205 – † ~1242) × <1218 Mahaut ou Mathilde d'Amboise, fille de Sulpice III d'Amboise et d'Isabelle de Chartres. Vicomte de 1237 à 1242. Il charge sa recette de Sainte-Suzanne de devoirs envers l'Abbaye d'Étival-en-Charnie (1239) et la Chartreuse du Parc-en-Charnie (1242).
- 13  Agnès de Beaumont-au-Maine (° ~1235 - † 1301), (sœur et héritière du précédent) × < 12 février 1253 Louis Ier d’Acre de Brienne, (° 1225 - †  ) troisième fils de Jean de Brienne, (° > 1158 - † 21 mars 1237, roi de Jérusalem de 1209 à 1225), et de Bérengère de León (° > 1199 - † 1237), fille du roi Alphonse IX de León, de Castille et des Asturies . Agnès est vicomtesse de Beaumont-au-Maine de 1242 à 1280. Avec elle s'éteint la première famille de vicomtes du Maine, celle des Beaumont.
- 14  Jean 1er de Beaumont-Brienne (° ~1255 - † 1306) x1/: Jeanne de la Guerche, fille de Guillaume IV de La Guerche et d'Emma de Château-Gontier x2/ 1305 : Marie dame de Chantocé († 1306), fille de Walter VII Berthout seigneur de Malines, veuve de Maurice VI de Craon .

### XIVesiècle
- 15  Robert de Beaumont-Brienne (°  ~1270 - † 1327) x1/ 25 août 1303: Marie dame de Châtelais († 1312),  fille de Maurice VI de Craon et de Marie Berthout de Malines de Chantocé x2/ 1323 : Marie d'Astort.
- 16  Jean II de Beaumont-Brienne (°  ~1302 - † ~1355) x1/: Isabeau d'Harcourt, fille de Jean III d'Harcourt "Le Fort" ou "Le Boiteux" († 1326) et d'Alix of Brabant-Aerschot († 1315)  x2/ 31 décembre 1330 : Marguerite, († 1380), fille d'Aymar IV comte de Valentinois,  et de Sibylle de Baux[30].
  - 17  Louis II de Beaumont-Brienne (°  >1330 - † Bataille de Cocherel, 23 mai 1364), fils de Jean II de Beaumont-Brienne et de Marguerite de Valentinois, × 1362 ou 1363 Isabelle de la Marche († 1371), fille de Jacques Ier de Bourbon-La Marche

 et de Jeanne de Chatillon, dame de Condé et de Carency. Isabelle se remarie en 1364 avec Bouchard VII comte de Vendôme († 1400).
- - 18  Marie de Beaumont-Brienne (°  ~1325 - † 1372), fille de Jean II de Beaumont-Brienne et de Isabeau d'Harcourt, × ~1340 Guillaume Chamaillard, sire d'Anthenaise (° ~1320 - † ~1391) fils de Jean Chamaillard et d'Emmanuelle d'Anthenaise.

### XVesiècle
- 19 Marie Chamaillard d’Anthenaise (° ~1345 - † Argentan 18 novembre 1425)  × 20 octobre 1371, Pierre II de Valois d'Alençon "Le Noble" (° 1340 - † 1404),  comte d'Alençon, du Perche et de Porhoet, fils de Charles II d'Alençon, comte d'Alençon et du Perche, et de Marie de la Cerda.
- 20  Jean Ier d’Alençon "Le Sage" (° 9 mai 1385 - † bataille d'Azincourt 1415) × 29 juin 1396 Marie de Bretagne, dame de La Guerche († 1446), fille de Jean IV de Bretagne  et de Jeanne de Navarre.
- 21  Jean II d’Alençon "Le Bon" (° 2 mars 1409 - † 1476), Compagnon de Jeanne d'Arc , x1/ 1420 : Jeanne († 1432), fille de Charles duc d'Orléans, x2/ 30 avril 1437: Marie d’Armagnac († 1473), fille de Jean IV d'Armagnac  et d'Isabelle d'Evreux (fille de Charles III le noble, roi de Navarre, et d'Éléonore de Castille). Fait prisonnier à Verneuil en 1424, Jean II perd Sainte-Suzanne pendant l'occupation anglaise (1425-1439), et ne retrouve véritablement la Cité qu'en 1447. Libéré en 1429, il participe aux côtés de Jeanne d'Arc au siège d'Orléans (mai 1429). Mais condamné par Charles VII pour crime de lèse majesté, il est emprisonné et dépouillé de ses biens au profit du roi. À l'avènement de Louis XI (1461), il est libéré et récupère ses biens, mais ne tarde pas à prendre parti, lors de la guerre du Bien public, contre le roi. Condamné à mort deux fois, deux fois gracié, il meurt en † 1476.
- 22  René d'Alençon  (° 1454 - † 1er novembre 1492) × 14 mai 1488 Marguerite de Lorraine-Vaudémont (° 1463 - † 1521), fille de Ferry II de Vaudémont  et de Yolande d'Anjou . Il recouvre ses terres à la mort de son père, sauf Beaumont, Fresnay et Sainte-Suzanne, qui demeurent entre les mains du roi (Louis XI) en qualité de places frontières. Ce n'est qu'en 1483 que le nouveau roi Charles VIII lui en accorde la mainlevée. Marguerite de Lorraine, veuve de René d'Alençon, administre la baronnie au nom de ses enfants en 1494, 1503.

### XVIesiècle
- 23  Charles IV d'Alençon (° 2 septembre 1489 - † 11 avril 1525) (rend aveu de la baronnie de Sainte-Suzanne en 1506) × 2 décembre 1509 Marguerite de France (1492-1549), fille de Charles d'Orléans comte d'Angoulême , et de Louise de Savoie, et sœur aînée de François Ier . Il combat à Marignan en 1515 et à Pavie le 24 février 1525 mais meurt (sans enfants) le 11 avril de la même année.
- 24  Sa veuve Marguerite donne à bail la baronnie (acte daté de 1524 à Saint-Juste de Lyon) mais se remarie en 1527 avec Henri II d'Albret (° 1503 - † 1555), roi de Navarre,  privant la sœur de Charles IV d'Alençon, Françoise d'Alençon , de son héritage sur la vicomté. Mais en 1537, 1543 c'est Françoise d'Alençon qui est la "baronnesse" de Sainte-Suzanne. La vicomté est érigée en duché en 1543).
- 25  Jeanne d'Albret (° 1528 - † 1572) x1/ 13 juillet 1541 Guillaume de Clèves  (mariage annulé en 1546); x2/ 20 octobre 1548 Antoine de Bourbon (° 1518 - † 1562) .
  - NB: Antoine de Bourbon est le fils de  Françoise d'Alençon susnommée (ref. 24) et de Charles IV de Bourbon-Vendôme , descendant de saint Louis .
- 26  Henri de Navarre (° 13 décembre 1553 - † 14 mai 1610 assassiné par François Ravaillac), × 1/ 18 août 1572 : Marguerite de France (1553-1615) dite aussi Marguerite de Valois ou la reine Margot, fille d'Henri II roi de France , et de Catherine de Médicis. Divorce le 17 décembre 1599 ; × 2/ 16 décembre 1600 : Marie de Médicis (° 1573 - † 1642), fille de François Ier de Médicis  et de Jeanne de Habsbourg, nièce de Charles Quint .
  - NB: Henri de Bourbon, roi Henri III de Navarre , devient Henri IV roi de France  en 1589. Il avait hérité de Sainte-Suzanne à la mort de sa mère Jeanne d'Albret en 1572; Le roi fut donc baron de Sainte-Suzanne durant 22 ans. En 1586, quoique des terres eussent été aliénées par Henri IV, comme la féodalité avait été réservée, le sceau des contrats est aux armes de France  et de Navarre , avec ces mots pour légende : Seel du roy de Navarre establi à Sainte-Suzanne. Sous le règne de Louis XIII, par la continuation des mêmes réserves, on se sert du sceau aux armes de France et de Navarre avec la lettre L couronnée et en exergue : Sceau de la Cour de Sainte-Suzanne (1626).
- 27  Le 16 septembre 1594, Henri IV vend la baronnie de Sainte-Suzanne pour 18 000 écus en engagement à sa femme Marguerite de France dite la Reine Margot, qui le détient dix ans (1594-1604).

### XVIIesiècle
- 28  Guillaume Fouquet de la Varenne (° 1560 - † 1616) × 1/: Catherine Foussard ; x2/: Jeanne de Poix Veuve Girard. Guillaume Fouquet, seigneur de la Varenne, rachète le 25 septembre 1604 l'engagement fait à la reine Margot (Fouquet rembourse le 17 octobre à la reine les 14 200 écus qui lui restaient dus) et le transmet à ses descendants. Il construit le château de La Flèche et le Château de Sainte-Suzanne.
- 29  René Ier Fouquet de la Varenne (° 1586 - † 1656) × Jeanne Girard, fille de Jeanne de Poix et de Guy Girard (Voir : Saint-Romans-lès-Melle).
- 30  René II Fouquet de la Varenne (°    - † 1697, mort en duel)
- 31  Claude II Fouquet de la Varenne (° 1635 - † 1699), frère de René II, × Marie-Françoise de Froulay-Tessé, fille de René III de Froulay seigneur de Tessé, grand d'Espagne, maréchal de France, et de Marie-Françoise Aubert d'Aunay. Louis XIV échange des terres que le maréchal détient à Versailles et Marly contre les terres royales de Beaumont et Fresnay.

### XVIIIesiècle
- 32  « Anonyme » de la Varenne (° 1699 - † 1714), Nait quelques semaines après la mort de son père. Sous tutelle du maréchal de Tessé son grand-père, puis de sa mère Marie-Françoise, qui se remarie avec Jean-François de Briqueville, seigneur de la Luzerne
- 33  Catherine-Françoise de la Varenne (° v1625 - † 1661) × 29 décembre 1644 Hubert de Champagne de Villaines, Baron de Tucé (° v1605 - † ?), [32] fils de Brandelis de Champagne, marquis de Villaines (° v1556 - † 1619), Chevalier de l'Ordre du Saint-Esprit (5 janvier 1597), maréchal de France, et d'Anne de Feschal (° v1585 - × 14 avril 1603 - † ?). Héritière posthume.
- 34  René-Brandelys de Champagne de Villaines (° v1645 - † 5 avril 1723), × 6 juin 1702 Thérèse Le Royer des Forges (° 20 mars 1689 - † ?)
- 35  Anne Marie de Champagne de Villaines de La Suze (° ?  - † 27 décembre 1783) × 30 avril 1732 César Gabriel de Choiseul-Praslin,  (° 15 août 1712 - † 15 novembre 1785)[33], fils d'Hubert de Choiseul, Comte de Chevigny, et d'Henriette de Beauvau. Secrétaire d'État aux affaires étrangères, à la Marine ; Lieutenant général, Ambassadeur[34].
- 36  Renaud (ou Raynaud)-César de Choiseul, duc de Praslin (° 18 janvier 1735 - † 5 décembre 1791) × 30 janvier 1754 Guyonne-Marguerite-Philippine de Durfort de Lorges (° 1737 - † 1806), fille de Guy-Louis de Durfort, duc de Lorges et de Randan, et de Marie Marguerite Butault de Marsan. Député et ambassadeur à Naples. Sainte-Suzanne rentre alors à la couronne de France en 1771 et fait partie de l'apanage du comte de Provence (voir Louis XVIII de France).
- 37  Antoine-César de Choiseul-Praslin (° 1756 - † 1808) × Charlotte Antoinette O’Brien[35] de Thomond, fille de Charles O'Brien comte de Thomond[35], et de Marie-Geneviève Gaultier de Chiffreville. Pair de France, député de la noblesse pour la sénéchaussée du Maine aux États généraux le 20 août 1789, Maréchal de camp le 28 novembre 1791, sénateur (° 1799 - † 1808), Commandeur de la Légion d'honneur, inhumé au Panthéon. Après 1789, le duc de Choiseul se porte de nouveau acquéreur de Sainte-Suzanne, dans l'apanage du comte de Provence depuis 1771[36].

### XIXesiècle
- 38  Lucie Virginie (ou Lucie Marie) de Choiseul-Praslin (° 1794 - † 1834), fille d'Antoine-César de Choiseul-Praslin, × juin 1815 prince Charles de Beauvau-Craon  (° 7 mars 1793 - † 15 mars 1864), marquis de Harouël, Grand d'Espagne, fils du prince Marc Étienne Gabriel de Beauvau-Craon, chambellan de Napoléon Ier, et de "Nathalie" Henriette Victurienne de Rochechouart. Le prince Charles de Beauvau, gendre du duc de Choiseul ci-dessus, vend le château le 10 mai 1822 au baron de Damas; à cette date, le château de Sainte-Suzanne élevé par Fouquet de la Varenne cesse donc d'appartenir à ses descendants[37].
- 39  Baron de Damas (° 1795 - † 1862), fils de Charles de Damas et de Marie-Gabrielle-Marguerite de Sarsfield, × 9 juin 1818 Sigismonde Charlotte de Hautefort (° 1799 - † 10 septembre 1847), fille du comte Armand-Louis-Amédée de Hautefort (° 1776 - † 1809) et de Julie-Alix de Choiseul-Praslin (° 1777 - † 1799), la sœur d'Antoine-César et de César-Hippolyte. Le Baron de Damas, Lieutenant Général (10 avril 1815), Pair de France (9 octobre 1823), Grand Maréchal du Palais (1830), Grand Croix de l'ordre de Saint-Louis, Grand-officier de la Légion d'honneur, Bailli de l'ordre de Malte, fut ministre de la guerre puis des affaires étrangères, Gouverneur du duc de Bordeaux (fils de Charles X). Vente le 30 décembre 1855 à Mme Hélène Ollivier veuve de Lespinasse.
- 40 Hélène Marie Anne Ollivier (° 1788 - † 1873) veuve d'Édouard Delespinasse (° ~1791 Ingrandes - † Sainte-Suzanne 26 février 1844, ancien régisseur du château d'Antoine de Choiseul-Praslin, puis de Mme de Hautefort épouse du baron de Damas, Maire de Sainte-Suzanne en 1814-1815). Fils de Auguste de Lespinasse et d'Anne Lachesnaie. Vente le 15 novembre 1865 à M. Henri-Louis Picot de Vaulogé, mais Mme Delespinasse s'était réservé pour elle le droit d'habitation (bail gratuit[38]) au château jusqu'à sa mort, qui survint le 19 novembre 1873.

### XXesiècle
- 41 En droit à partir du 19 novembre 1865, en fait à partir du 15 novembre 1873 : Marie-Louise Nelly de Girardin[39](° 1821 - † 1903), fille de Numance de Girardin (° 1794 - † 1851) et de Sidonie Ferdinande Isabelle d'Yve de Bavay (° ? - † 1873) × 1844 Henri Louis Picot de Vaulogé (° 1814 - † 1891), fils de Henri Jean Baptiste Élisabeth Charles Picot de Vaulogé (° 1783 - † 1862) × 1808 Madeleine Victoire Le Clerc de la Provôterie (°1788 - † 1860)
- 42  Henri François Edgard "Frantz" Picot de Vaulogé (° 1845 - † 1928) × 1873 Céline Julie Thérèse de Menou (° 1851 - † 1914), fille d'Octave de Menou (° ? - † 1903) et de Céline langlois d'Amilly (° 1829 - † 1904)
- 43  Renée Thérèse Picot de Vaulogé (° 1878 - † 1966) × 1904 Filipe (Philippe Jacques Marie) de La Grua-Talamanca, prince de Carini, (° 1880 - † 1952) fils de César III La Grua-Talamanca de Carini (° 1843 - † 1884) et d’Isabelle d'Ornano (°1850 - † 1874).
- 44  Princesse Marie-Béatrice de Carini (° 1917 - † 2011) × 1946 comte Scévole Pocquet de Livonnière (°1912 - † 2003), fils de Scévole Pocquet de Livonnière (° 1876 - † 1914) et de Marie Loisel de Douzon (° 1887 - † 1957). Vente en 1969.
- 45 SCI animée par Aude Fonquernie, médecin, psychanalyste, est fondatrice de la Maison sur le Monde à Mazille, et de Cluny, chemins d’Europe à l'abbaye de Cluny. Vente en 1980.
- 46  Syndicat intercommunal et départemental pour le développement du tourisme, représenté par la commune de Sainte-Suzanne. Vente en 1999.

### XXIesiècle
- 47  Département de la Mayenne

## Autres personnages qui ont forgé l'histoire de la cité

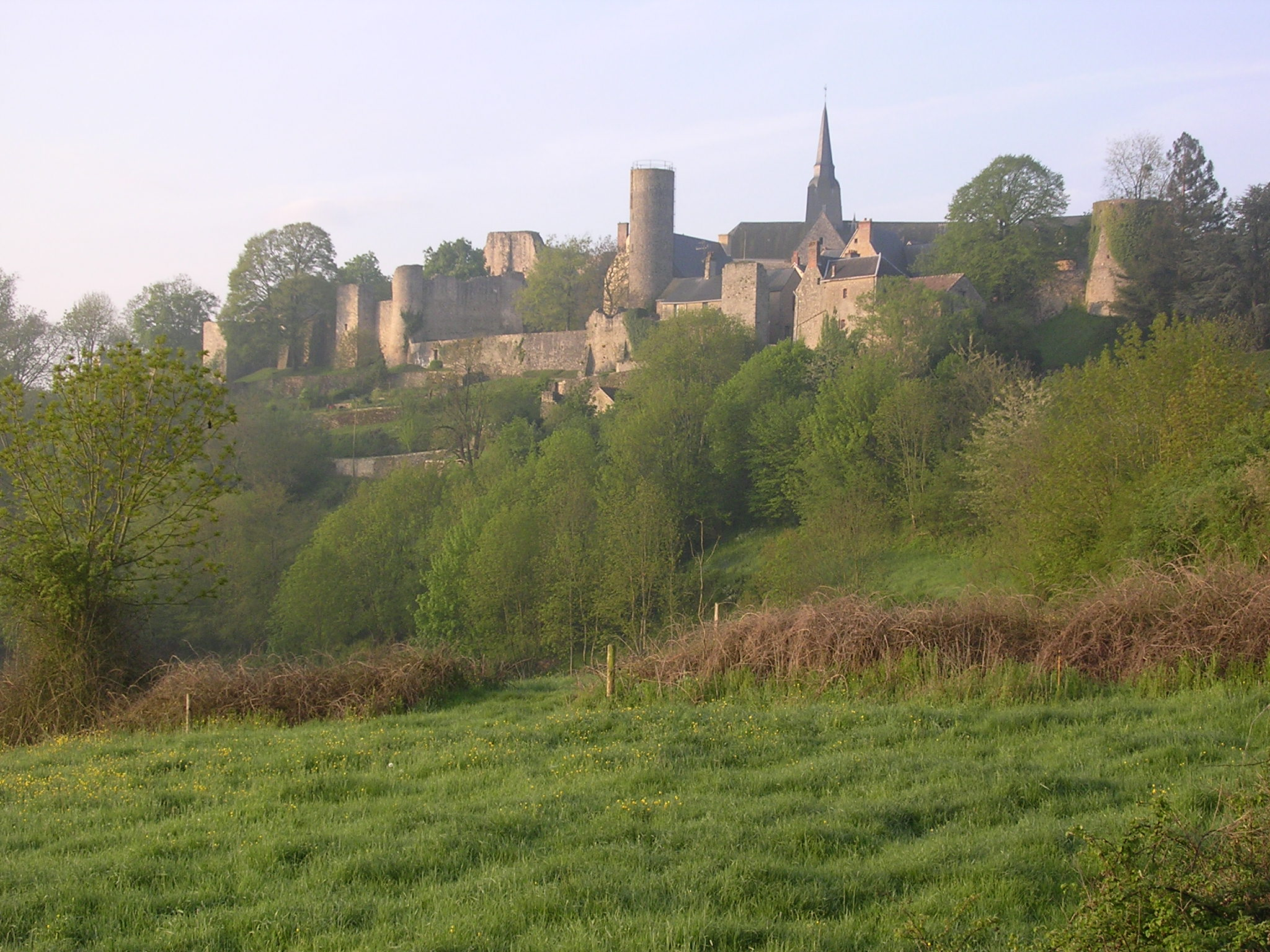
Panoramique de Sainte-Suzanne, côté nord

- Richer de l'Aigle (° v1039 - † 1085), époux de Judith d'Avranches, mort à Sainte-Suzanne le 18 novembre 1085 lors du siège de la cité (1083-1086) par les troupes de Guillaume le Conquérant
- Ambroise de Loré (° v1395 - † 1446), capitaine de Sainte-Suzanne en 1422, compagnon d'armes de Jeanne d'Arc , Prévôt de Paris de 1436 à sa mort en 1446
- Thomas Montaigu, 4e comte de Salisbury, (° 1388- † 1428), commandant des anglais lors de l'attaque contre Sainte-Suzanne au XVe siècle
- John Fastolf, grand maître de la Maison de Lancastre auprès du duc de Bedford, lieutenant du roi Henri VI d'Angleterre pour la Normandie pendant le siège de Sainte-Suzanne.
- Jean de Lancastre, (° 1389 – † 1435), duc de Bedford, comte de Richmond[40], comte du Maine et duc d'Anjou sous la domination anglaise.
- Jean IV de Bueil (° 1406 - † 1477), qui reprend Sainte-Suzanne aux Anglais en 1439 et, malgré une injonction du roi de rendre la cité à la famille d'Alençon, s'y installe et la conserve jusque vers 1447.
- Urbain de Montmorency-Laval Boisdauphin (° 1557 - † 1629), gouverneur du Maine pour la Ligue, assiège Sainte-Suzanne (ville royale) en août 1589
- Le duc de Mercœur, (Philippe-Emmanuel de Lorraine) (° 1558 - † 1602) attaque Sainte-Suzanne en juin 1592.
- Perrine Dugué (° 1777 - † 1796), la "Sainte tricolore"
- Louis Courtillé dit Saint-Paul (° 1769 - † 1796), chef chouan de la Charnie
- Prosper Mérimée (° 1803 - † 1870), inspecteur général des monuments historiques en 1834, accomplit de juillet à octobre 1835 une tournée d'inspection dans l'Ouest, dont Sainte-Suzanne (examen du mur vitrifié) ;
- Alexis Muzet (° 1843 - † 1934), syndicaliste et homme politique ;
- Eugène Ledrain, né à Sainte-Suzanne le 22 juin 1844, Professeur à l'École du Louvre (egyptologue, assyriologue), Conservateur des antiquités orientales au musée du Louvre. Spécialiste de l'épigraphie araméenne et hébraïque, il a traduit la Bible en français d'après les textes hébreu et grec; auteur d'ouvrages, études et préfaces nombreux.
- Robert Triger (° 1856 - † 1927), historien et archéologue
- Amand Dagnet (° 1857 - † 1933), écrivain et folkloriste
- Henri Chantrel (° 1880 - † 1944), enseignant et résistant ;
- Jean Déré (° 1880 - † 1970), Compositeur, Grand prix de Rome de Musique, il venait régulièrement dans sa résidence de Sainte-Suzanne où il a notamment mis en musique des chansons d'Amand Dagnet sur la cité ;
- Roland Gaillard (° 1944 - † 2016), syndicaliste
- Laurent Granier (auteur-réalisateur) (° 1974), auteur-réalisateur et scénariste de Bandes Dessinées français. Il fait partager ses aventures à travers des livres illustrés, des films documentaires, des articles de presse, des expositions, des conférences, des bandes dessinées et des émissions de radio et de télévision.
- Cassandre Manet (° 1979), comédienne.